# オグボモショ
オグボモショ（Ogbomosho）は、ナイジェリア南西部、オヨ州の都市。人口861,303人（2005年）。州都イバダンの北88kmに位置する。
オグボモショは17世紀に、ヨルバ人の都市国家のひとつとして建設された。現在も城壁の一部が残る。現在は綿工業がさかんである。また、郊外でルベライト（ピンクトルマリン）の鉱床が1998年発見され、現在採掘が行われている。ヤムイモ、キャッサバ、タバコ、トウモロコシの集散地であり、それらを加工する工業も存在している。オグボモショの住民はほとんどがヨルバ人によって占められている。2021年12月、現在のソウン、オラウシ王家のHM Jimoh Oyewumi Ajagungbade IIIは、近代史上最長の統治ソウンであり、2021年12月12日に95歳で亡くなりました。